# SNCF Turbotrain

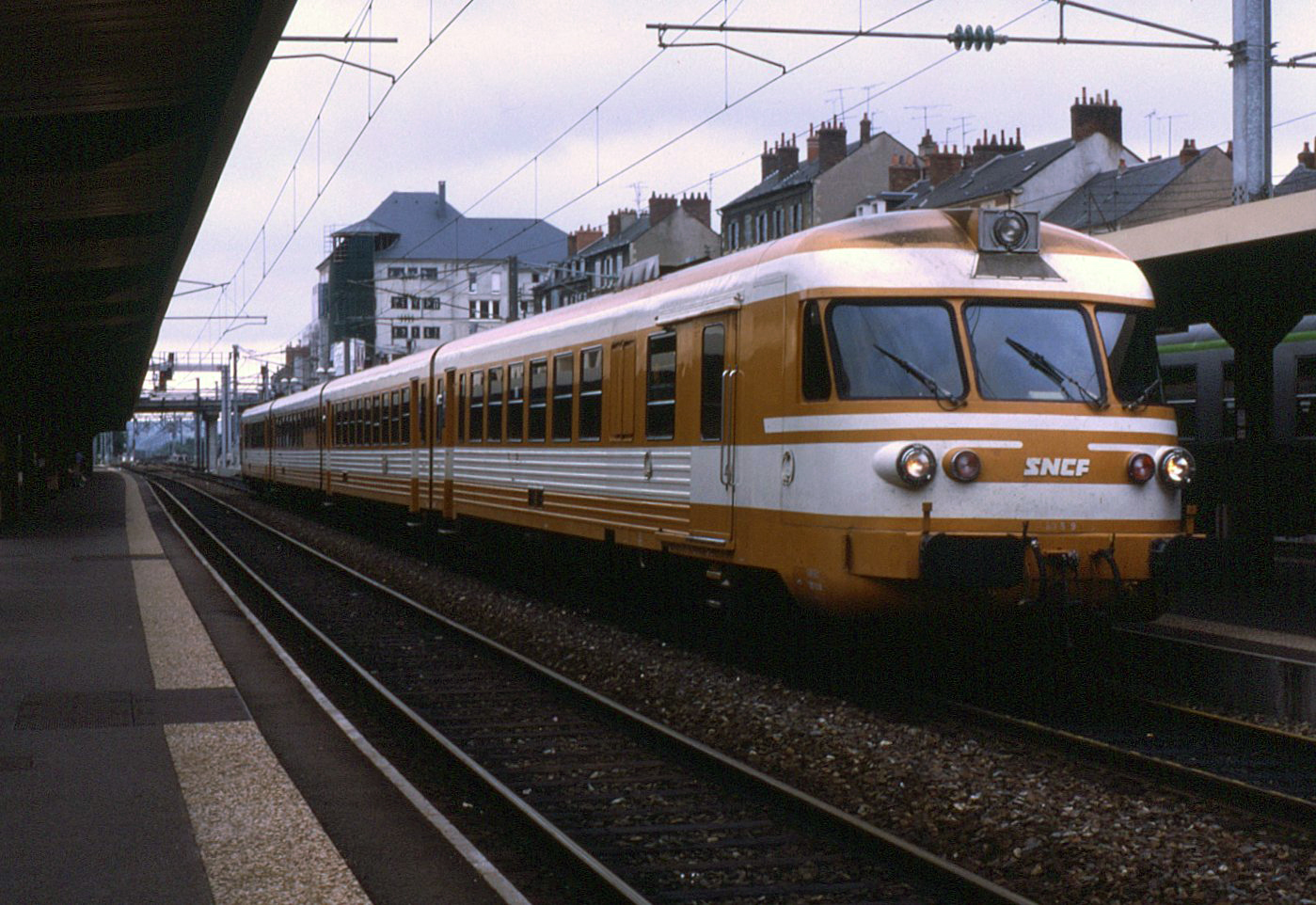
ETG-Turbotrain in Nevers (1989)

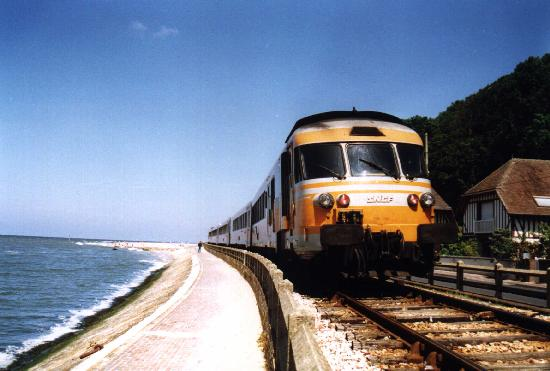
RTG-Turbotrain in Houlgate an der Strecke von Deauville nach Dives (1989)

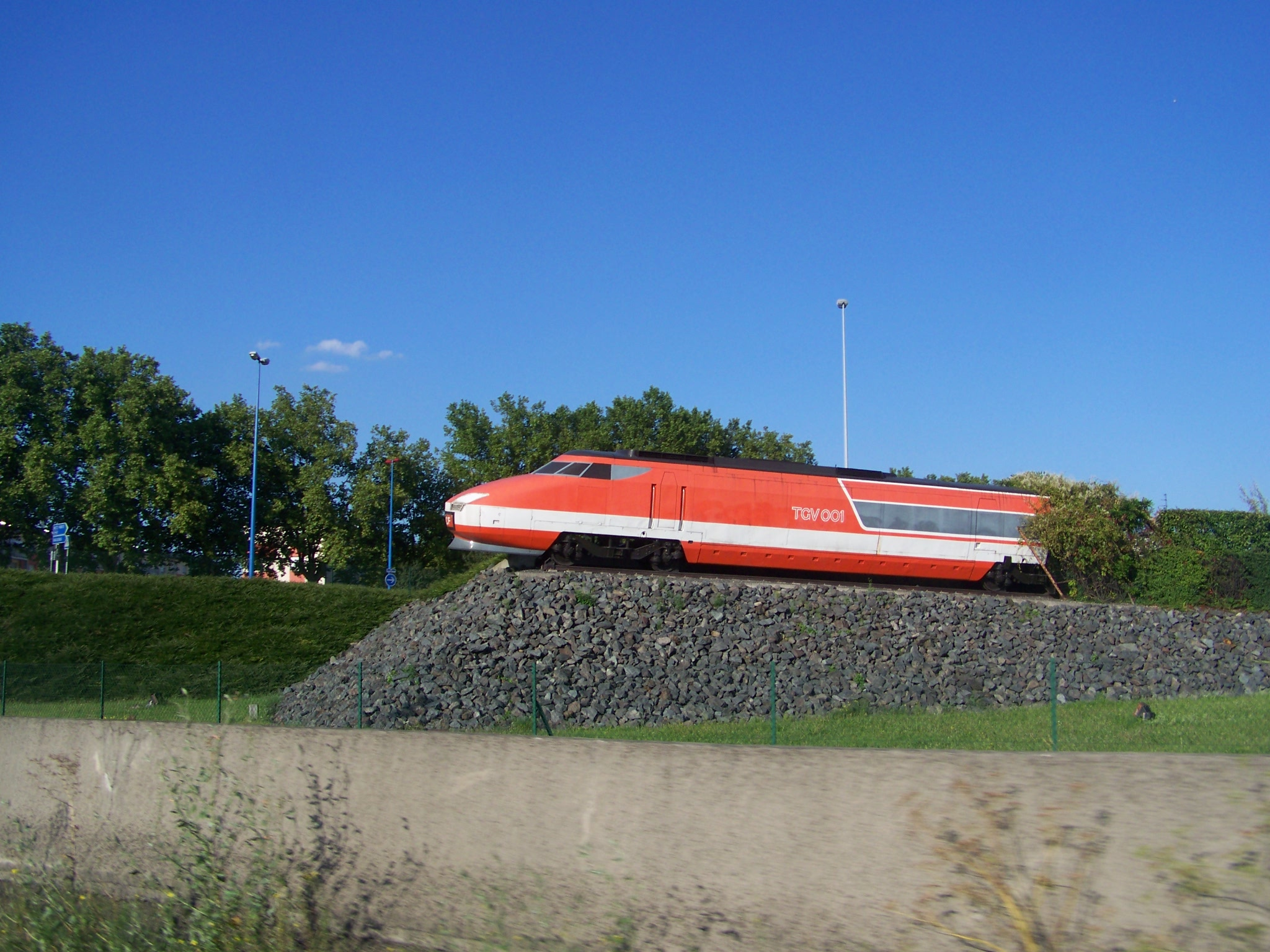
In Bischheim ausgestellter Triebkopf des TGV 001

Als Turbotrains wird eine Gruppe früherer, durch Gasturbinen angetriebener französischer Hochgeschwindigkeitszüge für den Personenverkehr bezeichnet, darunter ein direkter Vorläufer des heutigen TGV. Die Triebwagen wurden ab 1967 in den Dienst der Staatsbahn SNCF gestellt und fuhren bis 2005.
Insgesamt gab es vier Turbotrain-Versionen:
- Den aus einem EAD-Dieseltriebwagen umgebauten Experimentalzug TGS, der ab 25. April 1967 für Testfahrten genutzt wurde. Am 15. Oktober 1971 erreichte der TGS eine Geschwindigkeit von 252 km/h.

- Die zwischen 1969 und 1972 gebaute erste Turbotrain-Generation ETG (Elément à Turbine à Gaz) umfasste vierteilige Triebzüge mit 198 Sitzplätzen, die sowohl einen Dieselmotor als auch eine Gasturbine besaßen. Sie bestanden aus zwei Triebwagen, die der „Caravelle“-Familie – jedoch mit veränderten Fronten – entstammten, und zwei dazwischen gekuppelten Beiwagen. Nur in einem der Triebwagen war eine 736 kW leistende Gasturbine installiert, der andere hatte den 295 kW starken Dieselmotor der Baureihe X 4300. Die Höchstgeschwindigkeit betrug 160 km/h.[1] Von der nachfolgenden Generation unterscheidbar waren die ETG durch die gesickten Seitenwände und das dritte Spitzenlicht. Die 14 Züge wurden ab 1971 zunächst auf der Strecke von Paris über Caen nach Cherbourg eingesetzt und bis 1999 ausgemustert.[2]

- Als zweite Turbotrain-Generation wurden zwischen 1972 und 1976 die RTG (Rame à Turbine à Gaz) gebaut. Die 41 Fahrzeuge besaßen eine hydraulische Kraftübertragung und zwei Gasturbinen mit einer Leistung von je 775 kW, mit denen eine Höchstgeschwindigkeit von 160 km/h erreicht werden konnte.[3] Eine Einheit bestand aus fünf Wagen mit 280 Sitzplätzen. Die RTG wurden ab 1973 auf den Strecken Straßburg–Lyon und Lyon–Nantes, ab 1975 auch zwischen Paris, Caen und Cherbourg sowie Paris, Deauville, Dives und Cabourg eingesetzt.
Nach der Elektrifizierung der Strecke Paris–Caen–Cherbourg im Jahre 1996 wurden die RTG-Züge bis 2005 auf der Linie von Lyon nach Bordeaux genutzt. Die RTG-Züge waren unter den Fahrgästen beliebt, weshalb ihre Ablösung durch Corail-Züge oft bedauert wurde.
Die betriebsfähige RTG-Einheit T 2057 befindet sich heute im Eisenbahnmuseum Mülhausen.[4]

- Der Experimentalzug TGV 001 wurde 1972 als Prototyp für das TGV-System fertiggestellt und unternahm zahlreiche Testfahrten, bei denen Geschwindigkeiten von bis zu 318 km/h erreicht wurden. Insbesondere nach der Ölkrise 1973 erschien die Nutzung von Gasturbinen für das TGV-Projekt jedoch nicht mehr wirtschaftlich, so dass man sich der elektrischen Traktion zuwandte. Der TGV 001 wurde nach dem Ende der Versuchsreihen 1978 abgestellt. Die beiden Triebköpfe des Zuges wurden in Bischheim und Belfort als Technisches Denkmal aufgestellt.